# Partito della Rifondazione Comunista
Partitio della Rifondazione Comunista (PRC) (ofta bara benämnt RC) är ett eurokommunistisk parti i Italien. RC bildades ur det gamla Italienska kommunistpartiet då detta splittrades 1991. Högerflygeln i partiet bildade då det socialdemokratiska Democratici di Sinistra. 
Då PRC slutade att vara stödparti åt den dåvarande center-vänsterregeringen 1998, i protest mot en enligt PRC:s mening nyliberal regeringspolitik bröt sig en fraktion som motsatte sig detta ut och bildade Partito dei Comunisti Italiani. PRC sade sig genom sin ledare Fausto Bertinotti 2004 villigt att gå med i en ny center-vänsterregering för att avlägsna högerregeringen under premiärminister Silvio Berlusconi. PRC hade fram till Europaparlamentsvalet 2009 sex ledamöter i Europaparlamentet, där de tillhörde Gruppen Europeiska enade vänstern/Nordisk grön vänster (GUE/NGL). Sedan valet 2009 har partiet saknat representation i parlamentet. PRC har i nationella val fått omkring 6 % av rösterna, med sina starkaste fästen kring Bologna och i regionen Toscana. 
PRC är reformkommunistiskt och har tagit tagit avstånd från stalinismen. Partiet ser sig som en del av en bred och mångfacetterad rörelse mot nyliberalism, krig och globalisering.